# National Professional Soccer League (Sudafrica)
La National Professional Soccer League (NPSL) è stato il nome di una lega sudafricana di calcio, esistita dal 1971 al 1995. Nell'arco di questo periodo ha avuto tre organizzazioni completamente diverse.

## Albo d'oro

### 1971-1977
Nei primi 7 anni venivano ammesse soltanto squadre di origine sudafricana, con giocatori di colore (NPSL Castle League "for blacks")
| Stagione | Vincitore       | 2º classificato | 3º classificato |
| -------- | --------------- | --------------- | --------------- |
| 1971     | Orlando Pirates | Kaizer Chiefs   | Moroka Swallows |
| 1972     | Zulu Royals     |                 |                 |
| 1973     | Orlando Pirates |                 |                 |
| 1974     | Kaizer Chiefs   | Moroka Swallows | AmaZulu         |
| 1975     | Orlando Pirates | Orlando Pirates | Hellenic        |
| 1976     | Orlando Pirates | Kaizer Chiefs   | Moroka Swallows |
| 1977     | Kaizer Chiefs   |                 |                 |

### 1978-1984
Nel 1978, la NPSL si fuse con la National Football League (NFL), che in precedenza accettava solo giocatori bianchi sudafricani. Le due leghe formarono insieme un nuovo campionato di calcio "non razziale" fino al 1984, dove alle "squadre bianche" fu permesso di schierare un massimo di tre giocatori di colore. (NPSL Castle League)
| Stagione | Vincitore      | 2º classificato  | 3º classificato  |
| -------- | -------------- | ---------------- | ---------------- |
| 1978     | Lusitano Club  | Wits University  | Arcadia Pepsi    |
| 1979     | Kaizer Chiefs  | Arcadia Pepsi    | Highlands Park   |
| 1980     | Highlands Park | Kaizer Chiefs    | Wits University  |
| 1981     | Kaizer Chiefs  | Dion Highlands   | Arcadia Fluoride |
| 1982     | Durban City    | Wits University  | Kaizer Chiefs    |
| 1983     | Durban City    | Arcadia Fluoride | Kaizer Chiefs    |
| 1984     | Kaizer Chiefs  | Moroka Swallows  | Durban City      |

### 1985-1995
Nel gennaio 1985, il proprietario dei Kaizer Chiefs Kaizer Motaung presentò una denuncia secondo cui era ingiusto che il 10% delle entrate da un match in onore di Ace Ntsoelengoe e Jomo Sono sarebbe dovuto andare a vari organi amministrativi tra cui SANFA. Diversi club misero in dubbio George Thabe per essere il presidente sia della NPLS che della SANFA. Quindici dei sedici club chiesero a Thabe di dimettersi da presidente della NPSL e proposero una modifica della costituzione eliminando i diritti di veto della SANFA su NPSL. Il 29 gennaio, Thabe decise che i club che lo contestavano avrebbero dovuto lasciare la NPSL. 
Nel febbraio 1985, questi club lasciarono la NPSL e crearono una nuova lega principale: la National Soccer League (NSL). Si accordarono anche con lo sponsor della NPSL, i birrifici sudafricani, per iniziare la nuova stagione il 23 febbraio i principi dell'anti-apartheid. 
La NPSL continuò a coesistere come lega indipendente, fino a quando non fallì nel dicembre 1995. A quel punto le poche squadre rimaste giocarono la stagione successiva 1996-1997 nella "2ª divisione della NSL", che a quel punto fu rinominata National First Division.
| Stagione | Vincitore          | 2º classificato | 3º classificato |
| -------- | ------------------ | --------------- | --------------- |
| 1985     | Bush Bucks         |                 |                 |
| 1986     | Vaal Professionals |                 |                 |
| 1987     | Vaal Professionals |                 |                 |
| 1988     | Vaal Professionals |                 |                 |
| 1989     | Real Sweepers      |                 |                 |
| 1990     | De Beers           |                 |                 |
| 1991     | Oriental Spurs     |                 |                 |
| 1992     | Arcadia Shepherds  |                 |                 |
| 1993     |                    |                 |                 |
| 1994     |                    |                 |                 |
| 1995     | Witbank All Stars  |                 |                 |

## Vittorie per squadra
| Squadra            | Vittorie | Stagione                     |
| ------------------ | -------- | ---------------------------- |
| Kaizer Chiefs      | 5        | 1974, 1977, 1979, 1981, 1984 |
| Orlando Pirates    | 4        | 1971, 1973, 1975, 1976       |
| Vaal Professionals | 3        | 1986, 1987, 1988             |
| Durban City        | 2        | 1982, 1983                   |
| AmaZulu            | 1        | 1972                         |
| Lusitano Club      | 1        | 1978                         |
| Highlands Park     | 1        | 1980                         |
| Bush Bucks         | 1        | 1985                         |
| De Beers           | 1        | 1990                         |
| Oriental Spurs     | 1        | 1991                         |
| Arcadia Shepherds  | 1        | 1992                         |
| Witbank All Stars  | 1        | 1995                         |